# Срби у Сегедину
Срби у Сегедину су део српске заједнице која живи у Мађарској, који живе у Сегедину и околини.
Историја српске мањине у граду датира још од 18. века. датира из 19. века, када су се Срби населили у региону за време и после турске окупације . Сегедински Срби су својим привредним и културним животом допринели развоју града и основали многе верске и јавне установе, укључујући православне цркве и српске школе.
Српска заједница је претрпела значајне промене током 20. века, посебно као резултат светских ратова и политичких трансформација. Српска заједница у Сегедину данас броји око 350 људи, који активно учествује у локалном културном животу и одржавају своју традицију. Универзитет у Сегедину такође нуди обуку на српском језику, чиме се јача идентитет заједнице и културно наслеђе.

## Историја сегединских Срба
Први помен Срба у Сегедину датира из времена османске владавине. После битке код Мохача (1526), српски војни одреди су се ујединили у покушају да свргну свог деспота, Берислава Стефана. Након што их је Берислав издао, изабрали су Черног Јована за свог вођу и придружили се цару Фердинанду I с надом да ће добити аутономну територију на југу Мађарске, коју су назвали Српска Војводина.
Године 1527 У бици код Сегедина у августу пао је српски витез Климент Бакић борећи се против сељачке војске Черног Јована. Јанош Шапољаи је 1528. победио Србе. Тајанствени Јован Черни се повукао у Сегедин, где се сакрио код богатог српског трговца Стевана Зака. Најзад су га нашли сегедински Мађари и погубили.

### Златно доба у 18. веку
Срби су доживели процват у 18. веку. У Сегедину су живели у првој половини 20. века, на почетку владавине Хабзбурга . Тада је подигнута и Српска православна црква (1778), која се и данас налази у центру града, поред сегединске Саборне цркве.
У Сегедину је постојао чувени лицеј, где су многи српски ђаци учили о различитим крајевима Србије. Српски студенти су 1834. године основали друштво под називом Младо јединство, а затим 1843. г. 15. октобра Савез Срба студената, чији су руководиоци били Димитрије Хаџић и Лаза Поповић.

### Црквени живот
Прва српска црква у Сегедину подигнута је у 16. веку. Датира из 19. века и било је седиште православног епископа бачке области. 17 крајем века овде је деловао епископ Ефтимије Дробњак. 19 У 17. веку у Сегедину су постојале две српске православне цркве: једна у паланачком округу, а друга у Горњем граду, црква Светог Николе (Николајевска црква), која је завршена 1778. године. Цркву је украсио иконописац Јован Поповић 1761. године.
У 18. и 19. веку у Сегедину су деловали многи српски свештеници и црквене личности. века, који је имао значајну улогу у животу заједнице.

### Образовање
Српска школа је већ радила у Сегедину између 1740. и 1750. године, а помиње се и 1797. године . 19 У 19. веку овде су предавали многи српски учитељи, а у установи су изашли многи ђаци, који су касније одиграли важну улогу у српском културном и друштвеном животу. Међу српским ученицима који су студирали на лицеју били су и Сима Милутиновић Сарајлија, који је касније постао књижевник и универзитетски професор.
Запажену улогу у животу српске заједнице имао је Димитрије Поповић, ђакон и учитељ у Сегедину. Помагао је у дистрибуцији српских књига и бавио се књижевном делатношћу, на пример издавањем Сегединског календара . Свој рад у ширењу српске културе препознао је и Вук Караџић .
Поред Поповића, допринос су дали и многи други учитељи, попут Арона Илиића и Григорија Ремецког. 1848. године, услед револуције, многи Срби, међу којима и Поповић, побегли су из Сегедина и настанили се у Зомбору, где је касније радио као свештеник.
Српска школа у Сегедину радила је до 1894. године, када је за учитеља изабран Стеван Коларић. Школа је радила уз локалну подршку и донације, као што је донација Љубице Радишић. До краја века установу је посећивао све мањи број ученика, али је она имала значајну улогу у културном животу српске заједнице.

### Културни живот
Сегедински Срби су активно учествовали у културном животу града. 19 века, иако је српска заједница била малобројна, њени чланови су заузимали значајне градске и жупанијске функције. Основале су Добротворно друштво Српкиња и бавиле се многим културним и књижевним активностима. Међу поглаварима заједнице биле су личности попут свештеника и књижевника Павла Стаматовића, који је први организовао празник Светог Саве у сегединској школи 1839. године.

### 20 века
До почетка 20. века, број Срба у Сегедину значајно је опао, али су и даље одржавали своју цркву, школу и културне организације. Године 1905. у граду је живело 526 Срба, који су имали своју цркву и школу.
Након Првог светског рата, заједница је наставила да се смањује, али су и даље били активни у очувању својих традиција и културног живота.
До 1925. године српска заједница је опала на 250 чланова у 80 кућа, углавном занатлија и трговаца. Парохија је имала савремене некретнине, тако да верници нису плаћали порез. Српска школа је постојала само на папиру, али недостајали су уџбеници јер није било дозвољено њихово увоз.

## Сегедински Срби данас
Данас у Сегедину живи око 350 Срба, што представља значајну заједницу за српску мањину у Мађарској. Већина њих живи у најисточнијем делу града, у некадашњем селу Сзорег, које се придружило граду 1973. године .